# وايتفيل (تينيسي)
وايتفيل (بالإنجليزية: Whiteville, Tennessee)‏ هي بلدة تقع بولاية تينيسي في الولايات المتحدة. تأسست عام 1800، تبلغ مساحتها 6.2 (كم²)، وترتفع عن سطح البحر 150 م، بلغ عدد سكانها 4638 نسمة في عام 2010 حسب إحصاء مكتب تعداد الولايات المتحدة وتصل الكثافة السكانية فيها 508.8 نسمة/كم2.

## التركيبة السكانية
حدّد مكتب تعداد الولايات المتحدة بيانات التركيبة السكانية لوايتفيل في تعداد الولايات المتحدة. في ما يلي، التركيبة السكانية حسب تعدادي 2000 و2010.

### تعداد عام 2000
بلغ عدد سكان وايتفيل 3,148 نسمة بحسب تعداد عام 2000، وبلغ عدد الأسر 457 أسرة وعدد العائلات 309 عائلة مقيمة في البلدة. في حين سجلت الكثافة السكانية 460.9 نسمة لكل كيلومتر مربع (1,193.7/ميل2). وبلغ عدد الوحدات السكنية 510 وحدة بمتوسط كثافة قدره 74.7 لكل كيلومتر مربع (193.5/ميل2).
وتوزع التركيب العرقي للبلدة بنسبة 38.02% من البيض و60.93% من الأمريكيين الأفارقة و0.10% من الأمريكيين الأصليين و0.06% من الأمريكيين ذوي الأصول الآسيوية و0.13% من الأعراق الأخرى و0.76% من عرقين مختلطين أو أكثر و0.76% من الهسبانيون أو اللاتينيون من أي عرق.
بلغ عدد الأسر 457 أسرة كانت نسبة 37% منها لديها أطفال تحت سن الثامنة عشر تعيش معهم، وبلغت نسبة الأزواج القاطنين مع بعضهم البعض 37.4% من أصل المجموع الكلي للأسر، ونسبة 26.5% من الأسر كان لديها معيلات من الإناث دون وجود شريك،  بينما كانت نسبة 3.7% من الأسر لديها معيلون من الذكور دون وجود شريكة وكانت نسبة 32.4% من غير العائلات. تألفت نسبة 29.3% من أصل جميع الأسر من عدة أفراد يعيشون في نفس المنزل ونسبة 16% كانت تتألف من شخص يعيش بمفرده يبلغ من العمر 65 عاماً أو أكثر. وبلغ متوسط حجم الأسرة المعيشية 2.53، أما متوسط حجم العائلات فبلغ 3.12.
بلغ العمر الوسطي للسكان 32.4 عاماً. وكانت نسبة 10.5% من القاطنين تحت سن الثامنة عشر، وكانت نسبة 3% بين الثامنة عشر والرابعة والعشرين عاماً، ونسبة 9.5% كانت واقعةً في الفئة العمرية ما بين الخامسة والعشرين والرابعة والأربعين عاماً، ونسبة 7.2% كانت ما بين الخامسة والأربعين والرابعة والستين، ونسبة 6.5% كانت ضمن فئة الخامسة والستين عاماً فما فوق. يوجد لكل 100 أنثى 81.6 ذكر، ويوجد لكل 100 أنثى في الثامنة عشر من عمرها فما فوق 74.5 ذكر.
بلغ متوسط دخل الأسرة في البلدة 22,368 دولارًا، أما متوسط دخل العائلة فبلغ 28,603 دولارًا. وكان متوسط دخل الذكور 22,050 دولارًا مقابل 19,013 دولارًا للإناث. وسجل دخل الفرد الخاص بالبلدة 11,310 دولارًا. وكانت نسبة 21% من العائلات ونسبة 18.7% من السكان تحت خط الفقر، وكان من هؤلاء نسبة 18.4% تحت سن الثامنة عشر ونسبة 20.6% في الخامسة والستين من العمر وما فوق.

### تعداد عام 2010
بلغ عدد سكان وايتفيل 4,638 نسمة بحسب تعداد عام 2010، وبلغ عدد الأسر 485 أسرة وعدد العائلات 301 عائلة مقيمة في البلدة. في حين سجلت الكثافة السكانية 679.1 نسمة لكل كيلومتر مربع (1,758.9/ميل2). وبلغ عدد الوحدات السكنية 554 وحدة بمتوسط كثافة قدره 81.1 لكل كيلومتر مربع (210.0/ميل2).
وتوزع التركيب العرقي للبلدة بنسبة 38.92% من البيض و60.20% من الأمريكيين الأفارقة و0.17% من الأمريكيين الأصليين و0.09% من الأمريكيين ذوي الأصول الآسيوية و0.22% من الأعراق الأخرى و0.41% من عرقين مختلطين أو أكثر و1.36% من الهسبانيون أو اللاتينيون من أي عرق.
بلغ عدد الأسر 485 أسرة كانت نسبة 33.6% منها لديها أطفال تحت سن الثامنة عشر تعيش معهم، وبلغت نسبة الأزواج القاطنين مع بعضهم البعض 27% من أصل المجموع الكلي للأسر، ونسبة 29.3% من الأسر كان لديها معيلات من الإناث دون وجود شريك،  بينما كانت نسبة 5.8% من الأسر لديها معيلون من الذكور دون وجود شريكة وكانت نسبة 37.9% من غير العائلات. تألفت نسبة 33% من أصل جميع الأسر من عدة أفراد يعيشون في نفس المنزل ونسبة 16.5% كانت تتألف من شخص يعيش بمفرده يبلغ من العمر 65 عاماً أو أكثر. وبلغ متوسط حجم الأسرة المعيشية 2.43، أما متوسط حجم العائلات فبلغ 3.11.
بلغ العمر الوسطي للسكان 35.1 عاماً. وكانت نسبة 6.7% من القاطنين تحت سن الثامنة عشر، وكانت نسبة 12.7% بين الثامنة عشر والرابعة والعشرين عاماً، ونسبة 51.7% كانت واقعةً في الفئة العمرية ما بين الخامسة والعشرين والرابعة والأربعين عاماً، ونسبة 23.7% كانت ما بين الخامسة والأربعين والرابعة والستين، ونسبة 5.2% كانت ضمن فئة الخامسة والستين عاماً فما فوق. وتوزع التركيب الجنسي للسكان بنسبة 86.2% ذكور و13.8% إناث.

## وصلات خارجية
- townofwhiteville.com
- The US50 - Cities and Towns in Tennessee State
- Tennessee Cities and Towns, Facts, Map, Flag, Colleges, Government, and More